# Claude de Simiane de Gordes
 (avril 2023).
Si vous disposez d'ouvrages ou d'articles de référence ou si vous connaissez des sites web de qualité traitant du thème abordé ici, merci de compléter l'article en donnant les références utiles à sa vérifiabilité et en les liant à la section « Notes et références ».
Claude-Ignace-Joseph de Simiane de Gordes, né le 2 juillet 1679 à Caromb et mort le 7 décembre 1767 à Saint-Pierre-sur-Dives, est un prélat français du XVIIIe siècle, évêque de Saint-Paul-Trois-Châteaux (1717-1743) et abbé de Saint-Pierre-sur-Dives (1723-1767), issu de la famille de Simiane.

## Biographie
Fils de Charles de Simiane, seigneur d'Esparron, et de Jeanne Françoise de Camaret, il est nommé évêque de Saint-Paul-Trois-Châteaux le 20 septembre 1717. Confirmé le 27 juin 1718, il est consacré en août par Jacques II de Forbin-Janson, archevêque d'Arles.
Il se démet en 1743 et se retire dans son abbaye de Saint-Pierre-sur-Dives dont il est pourvu depuis 1723.
Le titre d'abbé commendataire de l'abbaye d'Évron lui est également conféré par le Roi, le 28 janvier 1744 : il la gouverna par des prieurs claustraux : René Busson, Pierre Dubois, Hilaire Rattery. C'est lui qui céda à la ville le terrain du nouveau cimetière.

## Armes
Armes des Simiane : D'or semé alterné de tours et de fleurs de lys d'azur.